# 佐賀之亂
佐賀之亂（日语：／ Saga no ran），又稱佐賀之役、佐賀戰爭，是日本佐賀縣佐賀市爆發的一場士族叛亂，佐賀一方的領袖是江藤新平和島義勇，為明治初年最早的大規模士族叛亂，及後被大久保利通等明治政府軍所鎮壓。

## 歷史

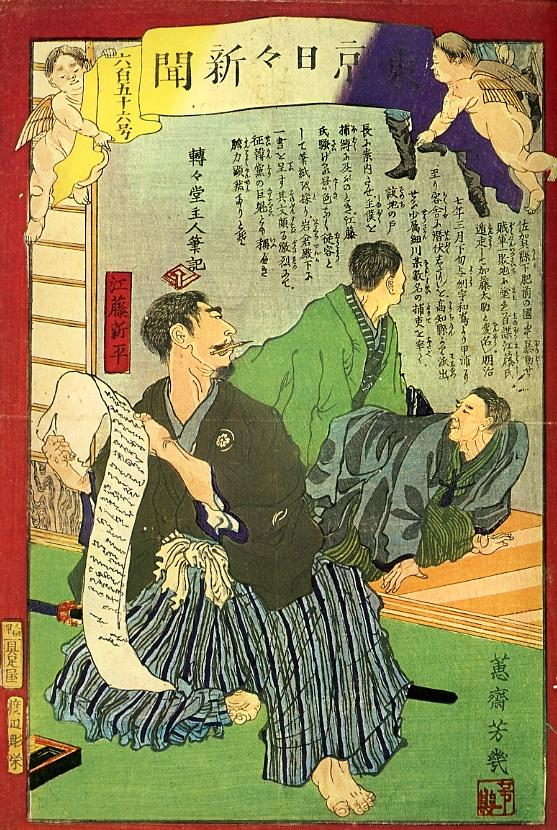
東京日日新聞對於江藤被捕的報道（落合芳幾畫作）

1873年10月，由於征韓論的問題而衍生的明治六年政變爆發，導致西鄉隆盛、江藤新平、板垣退助、後藤象二郎和副島種臣五名參議辭任，行政和軍事的實權則落入內務卿大久保利通之手，他任命自己的手下岩村高俊取代大隈重信的手下岩村通俊出任佐賀縣權令，並且讓其率領軍隊前往佐賀縣上任，意圖鎮壓佐賀的反對士族。佐賀之亂爆發前的一年，佐賀地方受到干旱和颱風的影響而失收，米價暴漲，與此同時也爆發了天花疫症以及鄰近福岡縣發生了筑前竹槍一揆。佐賀縣內的土地主由於小作人的加地子問題，也對政府的不滿與日俱增。在這樣的情況下，征韓黨、憂國黨和中立黨等結成聯盟，其中征韓黨是以江藤新平為中心，年約20歲至30歲的政府改革派，成員包含了有留學歐洲經驗的歸國者，以及曾經在政府、縣和軍隊等擔任過公職的人為主，成立於1873年12月23日。征韓黨以出征朝鮮半島為使命，以實現第二個維新為目標，他們由於多在學校舉行集會，因此又稱為學校黨。憂國黨則以保守派島津久光為尊，主張復興封建制度，黨員大多是40歲至50歲，又稱為封建派，其集會場所位於佐賀城南邊的寶琳院，因此又有寶琳院派的稱呼，成立於1874年1月，他們在同年2月1日就俸祿等問題，襲擊了銀行小野組的佐賀分店，激怒了明治政府。

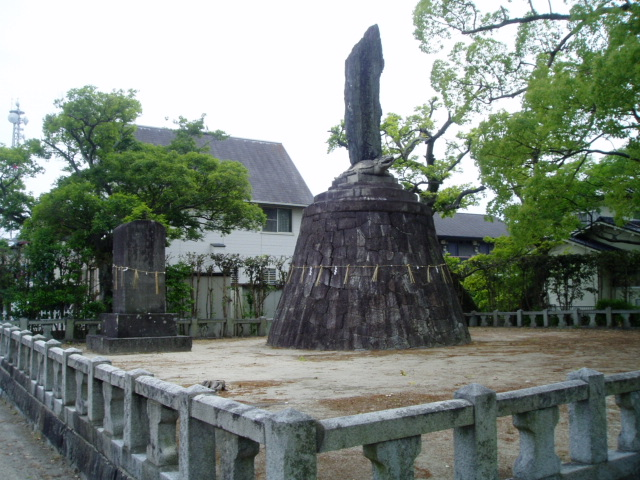
佐賀之亂慰靈碑

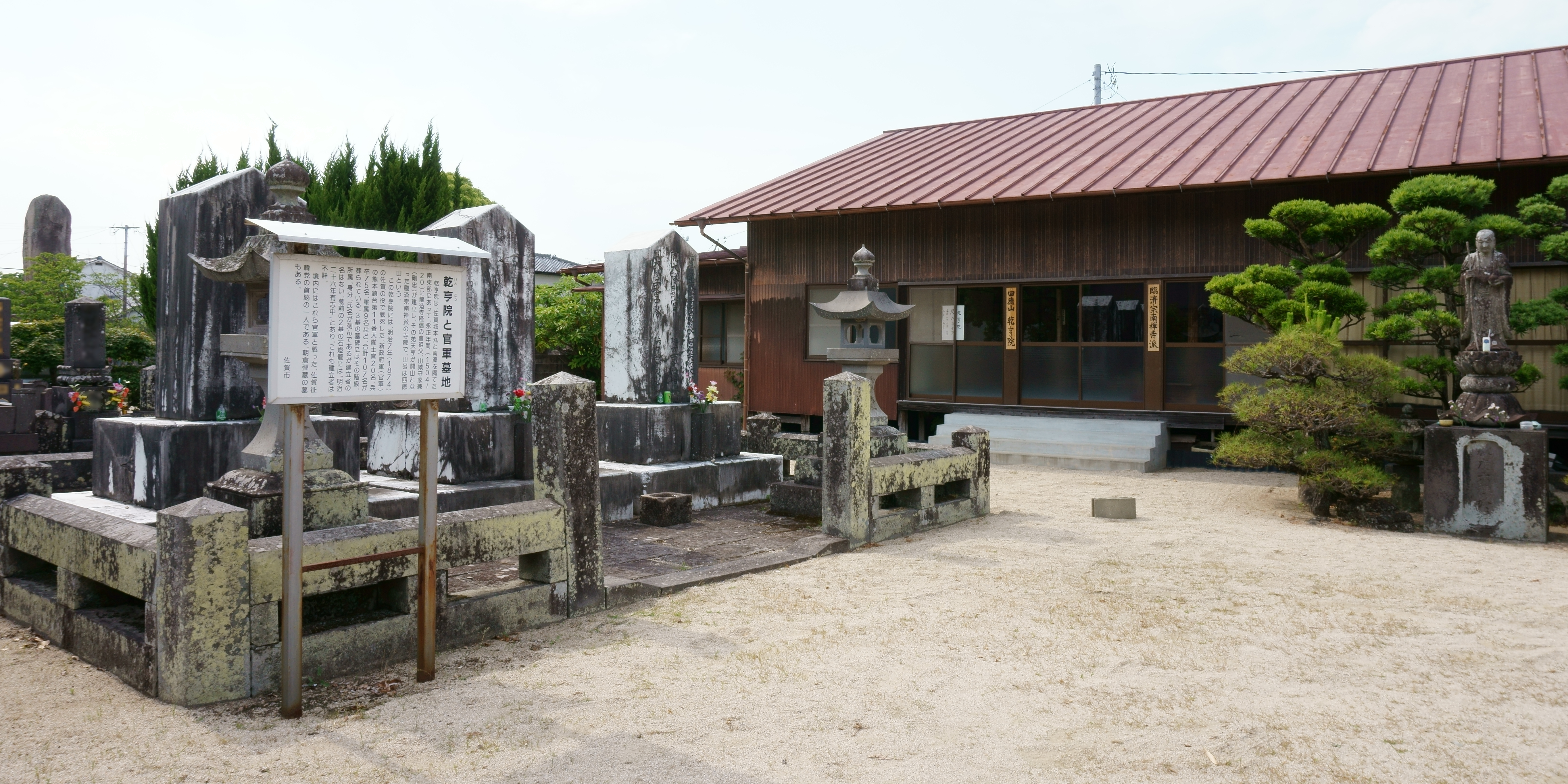
熊本鎮台等明治政府軍陣亡者107人的官軍墓地

另一方面，征韓黨也在1月16日也以借用為由佔據了佐賀縣縣的公選民會議事所。2月3日，大久保利通開始着手出征佐賀，他在2月4日敦促岩村高俊盡快前往佐賀赴任，2月12日決定調動熊本鎮台、廣島鎮台和大阪鎮台參戰。與此同時，憂國黨黨魁首前侍從島義勇和江藤新平先後在2月11日和12日抵達佐賀。原本憂國黨和征韓黨在思想方針上並不一致，但是以兩人回鄉作為契機而匯合，另外在前山清一郎率領的中立黨內也有小部分人一同參與。2月15日，岩村與熊本鎮台兵648名進入了佐賀城，在受到征韓和憂國兩黨攻擊的情況下，岩村等人逃至三潴與熊本鎮台的本隊匯合，大久保在2月19日於福岡設下大本營，在2月23日以東伏見宮嘉彰親王為征討總督，陸軍中將山縣有朋等人為參軍，攻向佐賀，並且在3月1日攻佔了佐賀城。江藤和島逃至鹿兒島縣，原本江藤打算投靠西鄉隆盛但不果，江藤在3月3日從飫肥逃至四國，林有造和片岡健吉等人會面，意圖東山再起但是失敗，在3月29日於土佐和阿波甲浦落網，而島則早在3月7日已經在鹿兒島落網。4月5日，大久保在佐賀設置臨時法庭，主審法官河野敏鎌判處兩人梟首，11人斬首，136人入獄，240人貶為平民，7人禁錮，10,713人無罪釋放。參與叛亂的士族11,820名，有罪人數是410人，陣亡人數是173人。政府軍在通信、裝備和運輸等多方面都勝於佐賀一方，佐賀一方失算於原本以為鹿兒島、高知的士族也會一同舉兵。參與政府軍士族隊的人數是4,300多名，總數達5,300名，陣亡人數為350人。大久保對於政府過去的核心人物參與士族叛亂一事，選擇通過採用極刑來彰顯政府的威信以及迅速對應來遏止其他士族。

### 註解
1. ↑  《世界大百科事典》列出的參與人數是11,109人，有罪人數是396人[2]。